# Scotia (Carolina do Sul)
Scotia é uma cidade  localizada no estado norte-americano de Carolina do Sul, no Condado de Hampton.

## Demografia
Segundo o censo norte-americano de 2000, a sua população era de 227 habitantes.
Em 2006, foi estimada uma população de 225, um decréscimo de 2 (-0.9%).

## Geografia
De acordo com o United States Census Bureau tem uma área de
8,2 km², dos quais 8,2 km² cobertos por terra e 0,0 km² cobertos por água.

## Localidades na vizinhança
O diagrama seguinte representa as localidades num raio de 24 km ao redor de Scotia.